# Armando Ayala Robles
Armando Ayala Robles (Ensenada, Baja California; 2 de agosto de 1976) es un exlocutor de radio y político mexicano afiliado al Movimiento Regeneración Nacional. Fue presidente municipal de Ensenada de 2019 a 2024. Desde el 1 de septiembre de 2024 es senador al Congreso de la Unión por Baja California.

## Trayectoria profesional
Es licenciado en Administración en Empresas Turísticas. 
Desde 2017, fue coordinador de la Expo Fiesta Viva Industrial de la Cámara Nacional de Comercio en Ensenada.
Fue delegado regional en el municipio que gobernó, entre 2018 y 2019. En 2019, se desempeñó como director general de la Televisora Canal 29 PSN, canal de televisión propiedad de Pacific Spanish Network, liderado por el exgobernador de Baja California Jaime Bonilla Valdez. Además del canal televisivo, el consorcio cuenta con seis estaciones radiofónicas.

## Trayectoria política
En 2010, Ayala Robles se adhirió al Partido Acción Nacional. Previamente en 2013, fue coordinador de Relaciones Públicas en Mexicali del entonces alcalde Jaime Rafael Díaz Ochoa, cargo que desempeñó hasta 2015 cuando renunció al PAN.
En 2016, se convirtió en promotor del Movimiento Regeneración Nacional en Baja California, siendo candidato de Morena a alcalde de Ensenada en las elecciones estatales de Baja California de 2016, donde obtuvo el cuarto lugar al recibir el 8.85 % de los votos.
En 2019, Morena lo nominó por segunda ocasión como candidato a alcalde de Ensenada por la coalición Juntos Haremos Historia. En las elecciones del 2 de junio, Ayala Robles fue electo alcalde al recibir el 51.95 % de los votos. En 2021 Ayala Robles anunció su candidatura para la reelección por el Movimiento Regeneración Nacional, siendo reelecto como alcalde de Ensenada al obtener el 49.87 % de los votos. En febrero de 2024 solicitó licencia indefinida como presidente municipal de Ensenada.
En las elecciones generales del 2 de junio de 2024, fue electo senador de la República en segunda fórmula, al lograr el 50.37 % de los votos, casi treinta puntos por encima del binomio liderado por la candidatura del panista Gustavo Sánchez Vásquez que logró el 20.44 %, obteniendo su escaño por el principio de la mayoría relativa junto con la diputada federal Julieta Ramírez Padilla.